# 阿斯图里亚斯和莱昂主权委员会
阿斯图里亚斯和莱昂主权委员会（西班牙語：Consejo Soberano de Asturias y León）是西班牙内战期间西班牙北部阿斯图里亚斯地区的一个未受国际普遍承认政权。1936年9月6日，阿斯图里亚斯和莱昂省际委员会成立。1937年8月24日，改名为阿斯图里亚斯和莱昂主权委员会，并宣布独立。1937年10月20日，阿斯图里亚斯地区被佛朗哥的军队占领；21日，该委员会被迫解散。贝拉尔米诺·托马斯是该委员会的主席。它的首都是希洪。